# César De Paepe
Cesar De Paepe, né le 12 juillet 1841 à Ostende et mort le 19 décembre 1890 à Cannes, est un homme politique belge, sociologue et docteur en médecine. Sa date de naissance est sujette à controverse. Homme d'œuvres, il fut aussi un militant du rationalisme et de la libre-pensée.

## Biographie

### Vie familiale
Né d’un père employé de l’État et d’une mère issue de la noblesse flamande, César De Paepe grandit au rythme des déplacements professionnels de ce premier. Il passe une grande partie de son enfance à Hamme où il est élevé par sa grand-mère. Celui-ci[pas clair] est le second d’une famille nombreuse. Florimond, l’ainé, reprend les rênes de la fonction de son père, permettant ainsi aux autres enfants de choisir leur profession. En 1853, la famille part s’installer dans le Brabant et César De Paepe continue ses études en français[réf. nécessaire]. 
Deux ans avant la mort de son père, il entame des études universitaires à Bruxelles jusqu’en 1860 où il les arrête temporairement à la suite de ce tragique évènement et commence à travailler en tant que typographe. Il prend pour épouse Henriette Brismée, fille de Désiré Brismée, avec laquelle il a deux enfants : une fille, Emma (1866-1939) et un fils, Désiré (1870-1914). Touchée par une épidémie de variole, sa femme Henriette meurt en 1871 et un an après la mort de celle-ci, il se remarie avec Hortense Stienlet, infirmière-accoucheuse à l’hôpital Saint-Jean de Bruxelles. De ce mariage sont nés quatre enfants. En 1882, César De Paepe est poursuivi pour avoir tué Arthur Duverger, considéré depuis plusieurs années comme un ami de la famille. Ce dernier n’est autre que l’amant de son épouse ainsi que celui de sa première fille Emma, de leur servante et de deux autres femmes. Finalement, l'affaire aboutit à un non-lieu. En 1877, César De Paepe commence à ressentir les prémices de la tuberculose. Il meurt treize ans plus tard, le 19 décembre 1890,  en France, entouré de ses proches. À la demande du Parti ouvrier belge, son corps est rapatrié en Belgique où il est  enterré le 25 décembre 1890 au cimetière de Bruxelles, à côté de son beau-père Désiré Brismée.

### Parcours académique et professionnel
En 1853, César De Paepe et sa famille s’installent à Bruxelles où il suit les cours en français, bien qu’il soit d’origine flamande, au collège Saint-Michel encadré par des jésuites. Cinq ans plus tard, il entre à l’Université Libre de Bruxelles pour y étudier le droit . 
Après le décès de son père en 1860, il est contraint de renoncer à ses études et devient apprenti typographe chez l’éditeur bruxellois Vanderauwera tout en habitant chez son futur beau-père, Désiré Brismée. Il travaille alors dans plusieurs ateliers, dont celui de Vanderauwera, de Mertens, ainsi que celui de Lacroix Verboechoven où il travaille en tant que correcteur d’imprimerie (notamment des œuvres de Proudhon qui, plus tard, exercera une influence sur lui),. 

#### La médecine
Il retourne à l’université en 1865 pour y commencer des études de médecine. Lorsque la guerre franco-prussienne éclate en 1870, et avant de les avoir terminées, il est appelé à servir comme médecin auxiliaire dans l’armée belge dans la province de Luxembourg. Finalement, il obtient le titre de docteur en médecine en septembre 1872 avec la plus grande distinction.
À son retour, il s’installe à nouveau à Bruxelles pour y exercer la médecine et soigne en grande partie la classe ouvrière. À cette époque, la misère est grande et les ouvriers sont atteints de nombreuses maladies en raison de leurs conditions de travail et de vie. César De Paepe a voulu créer une « médecine sociale » qu'il définit comme « l’étude scientifique des grandes maladies qui peuvent affecter non seulement l’individu mais aussi une classe sociale entière ou toute une société, et dont les causes ne sont pas individuelles mais sociales ».
En 1887, il est à l'initiative de la première école d'infirmiers et d'infirmières laïques de Bruxelles. Peu avant sa mort, il en confie la direction à Octavie Docquier-Fauquet, une des premières élèves de l'école.

## Vie politique

### Ses débuts

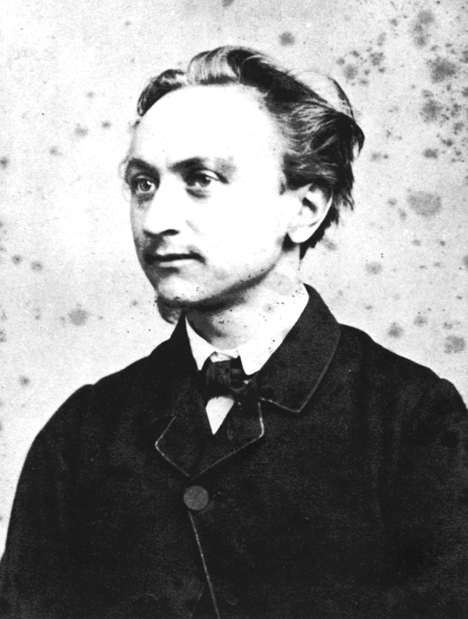
César De Paepe, militant de la Première Internationale.

C’est à l’âge de 17 ans qu’il débute sa vie politique avec le mouvement flamand « Vlaamingen vooruit » (Flamands en avant!). Même si la cause flamande lui tient à cœur (notamment sur le plan de l’égalité des droits entre flamands et francophones), celle-ci ne préoccupe pas autant ses pensées que la cause sociale. Dès 1859, César De Paepe entre chez « Les Solidaires », une des deux sociétés de libres penseurs présentes à cette époque. Les Solidaires et l’Affranchissement ont toutes deux été créées par Désirée Brismée (l’Affranchissement en 1854 et les Solidaires en 1857). Le point de rencontre de ces associations est le fait qu’elles soient anticléricales, partisanes de l’enterrement civil et qu’elles poursuivent toutes deux des causes sociales telles que la cause ouvrière. « Les Solidaires » s’écartent de ces idées anticléricales car Désiré Brismée voulait l’orienter en une véritable organisation à tendance politique. César De Paepe y devient membre actif à partir de 1860.
Le 26 décembre 1863, César De Paepe prononce le célèbre « discours de Patignies » lors du meeting regroupant les lecteurs du journal « La Tribune du Peuple ». Son discours, influencé par Proudhon (un théoricien anarchiste) avait trait à la religion, le gouvernement et la propriété, les principes de base de la politique de Cesar de Paepe. Il dénonce la religion du fait qu’elle soit en opposition avec la « vérité » (les sciences positives et tout ce qui découle de la raison et de l’observation). Il est contre le gouvernement car selon lui, on ne peut espérer être totalement libre que si l’on n'est soumis à aucune forme d’autorité. Il prône la démocratie et les valeurs telles que l’égalité et la liberté pour tous. Concernant la propriété, César De Paepe est partisan des théories collectivistes de Colins et de Louis De Potter. Il étaye ce concept lors de la première Internationale. 

### L'Internationale
L’Association Internationale des travailleurs est créée en 1864, à Londres. Un an plus tard, une section belge est formée et César de Paepe y étoffe les théories collectivistes de Jean-guillaume de Colins ainsi que celles de Louis De Potter. C’est en 1867 que l’Internationale prend réellement place, notamment lors du meeting organisé par la section bruxelloise où différents intervenants explicitent les objectifs de cette association. Un des objectifs a été de s’allier à d’autres organisations ouvrières bruxelloises pour ensuite former la « Chambre du Travail »(le 4 janvier 1875). Par après, d’autres sections sont créées en dehors de Bruxelles et une grève importante a lieu où une dizaine de personnes perdent la vie. À la suite de cela, César de pape affirme ses convictions avec plus d’autorité et se considère comme un révolutionnaire de la cause ouvrière. Il affirme ses idées lors de différents congrès de l’AIT (Association Internationale des travailleurs). En 1878, lors d’un voyage à Londres, il fait la connaissance de Charles Bradlaugh, libre-penseur et franc-maçon, et fondent ensemble la Fédération internationale de la libre pensée. Le 12 avril 1880, il est renvoyé de l’Internationale pour deux raisons: il ne paye plus ses cotisations et n’avait plus les mêmes idées (il est considéré comme un traitre aux yeux des membres de l’Internationale car il encourage un mouvement visant la destruction de cette association).

### Lutte pour le suffrage universel

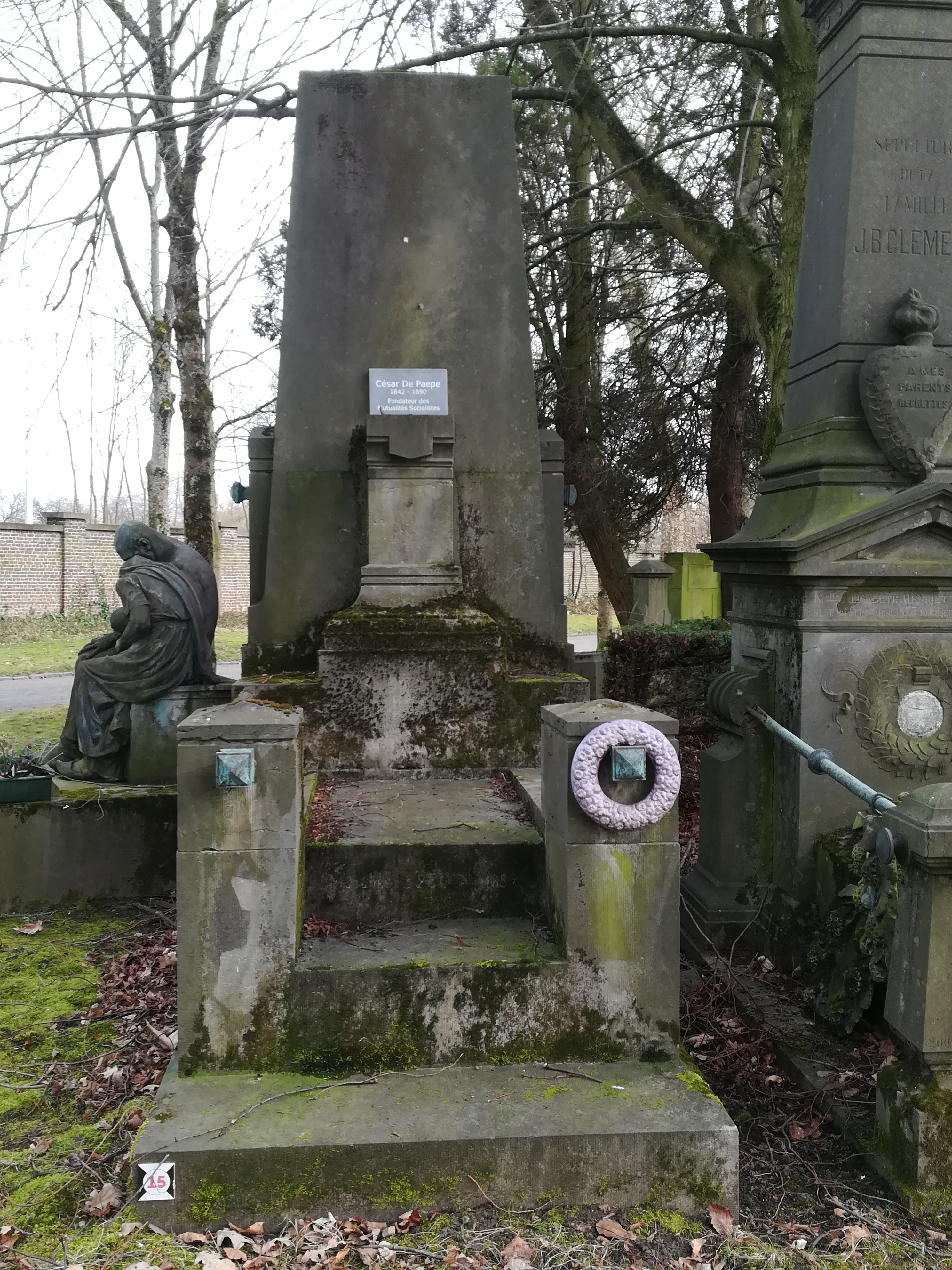
Tombe de César de Paepe au cimetière de Bruxelles

À la suite de la diminution des membres de la section bruxelloise et de la section belge de l'Internationale entrainée par le renversement de la Commune de Paris et du congrès de la Haye, César De Paepe, Gustave Bazin et Louis Bertrand décident de créer la Chambre du Travail, regroupant ainsi divers mouvements ouvriers belges déjà existants. Cette dernière supplante ainsi l’Internationale en régression. La Chambre du Travail, en tant que nouvelle organisation, obtient la diminution du nombre maximale d’heures de travail par jour à 12 heures et développe par la même occasion de nouveaux moyens à destination des ouvriers (possibilité de suivre des cours, d'avoir accès aux bibliothèques et d'assister à des conférences). César De Paepe tente d'introduire des idées marxistes à la Chambre. Cette tendance  est d'ailleurs confirmée lors du débat entre Bakounine et Marx. La conception de l’État selon César de Paepe diverge de celle des anarchistes, notamment de celle de James Guillaume, en ce qu’elle prône une intervention plus socialiste de l’état. Le 6 mai 1877, César de Paepe crée le Parti Socialiste brabançon dont un des objectifs principaux est d’instaurer un droit de vote pour tous les belges. Ce parti fusionne en 1879 avec le parti ouvrier flamand et la Chambre du travail donnant lieu ainsi au Parti Socialiste Belge dont l’objectif principal est l’instauration du suffrage universel moyennant une révision de la Constitution. La structure de ce parti nouvellement créé est celle que le Parti ouvrier belge va adopter en 1885.

## Honneurs
- CHU Saint-Pierre - Site César De Paepe, rue des Alexiens 11-13, 1000 Bruxelles[40].
- Arrêt de transport en commun: « César de Paepe », rue des Alexiens, à proximité du CHU Saint-Pierre - Site César De Paepe[41].
- Saint-Gilles, rue César De Paepe, « Anciennement nommée courte r. Fontainas, l'artère est rebaptisée en hommage à un homme politique (1842-1890), fondateur du Parti ouvrier belge en 1885. »[42]
- Consultation centres Médicaux César De Paepe (Mutualité Socialiste du brabant)[43] :

| Aarschot     | Bogaardenstraat, 25       |
| Asse         | Stationsstraat, 9         |
| Diest        | Grote Markt, 31           |
| Haacht       | Stationsstraat, 26        |
| Hal          | Molenborre, 15            |
| Laeken       | Rue de Wand, 129          |
| Liedekerke   | Stationsstraat, 1         |
| Louvain      | Mechelsestraat, 68a       |
| Molenbeek    | Chaussée de Gand, 85      |
| Saint-Gilles | Chaussée de Waterloo, 134 |
| Tirlemont    | Grote Markt, 42/1         |
| Uccle        | Place Saint-Job, 9        |
| Vilvorde     | Grote Markt, 1-2          |
| Zoutleeuw    | Grote Markt, 24           |

## Œuvres[44]
- Le Peuple. Association de la démocratie militante. Statuts, s. I. typographie D. Brismée, s. d, 8 p.
- « Discours de Patignies », prononcé le 26 décembre 1863, publié par Le Peuple, association de la démocratie militante.
- Isegrin, « La Mission du xxe siècle » in Examen de quelques questions sociales, Bruxelles, Impr. D. Brismée, 1866.
- Rapports sur les questions de la coopération, du crédit mutuel et du travail des femmes, présentés au Congrès de Lausanne, La Chaux-de-Fondds, P. Coullery, 1867, in-12°, 36 p.
- Rapport sur les grèves et les trade-unions, présenté au Congrès de Bruxelles de l’Association internationale des travailleurs, Bruxelles, P. Mulders, 1868, in-12°, 30 p.
- Mémoire sur la propriété terrienne, présenté au Congrès de Bruxelles de l’Association internationale des travailleurs, Bruxelles, P. Mulders, 1868, in-12°, 30 p.
- Avec F. Renard et J.-B. Coppez, Histoire des facultés universitaires en Belgique depuis la fondation de l’ancienne université de Louvain, Bruxelles, Mertens, 1868, in-4°, 30 p.
- Mémoire sur la propriété terrienne, présenté au Congrès de Bâle de l’Association internationale des travailleurs, Bruxelles, D. Brismée, 1869, in-12°, 16 p.
- Rapport sur la question de l’héritage, présenté au Congrès de Bâle de l’Association internationale des travailleurs, Bruxelles, D. Brismée, 1869; in-12°, 10 p.
- Les Malthusiens — études diverses sur les questions de la population et des subsistances, Genève, Impr. coopérative, 1869, in-12°, 42 p.
- Réponse d’un socialiste à M. Mestdagh de Ter Kiele, Bruxelles, D. Brismée, 1871, in-12°, 100 p.
- Over de ziekten den schoenmaker eigen, en de oorzaken van zijnen vroegtijdige dood, opgedragen aan het Schoenmakerscongres gehouden te Antwerpen, den 1en en 2n November 1873 door Dokter Cesar De Paepe, Antwerpen, 1874, in-12°, 31 p.
- L’Économie politique jugée par la science (traduit du russe de Tchernychevsky par Alexis Tveretinov et César De Paepe) — Critiques des principes d’économie politique de John Stuart Mill, Bruxelles, D. Brismée, 1874, in-12°, 492 p.
- Lettre sans adresse sur l’abolition du sevrage en Russie, (traduit du russe de Tchernychevsky par Alexis Tveretinov et César De Paepe), Liège, J. Bossy, 1874, in-18°, 87 p.
- Association internationale des travailleurs — De l’organisation des services publics dans la société future — Mémoire présenté du Congrès de Bruxelles au nom de la section bruxelloise en 1874, Bruxelles, D. Brismée, 1874, in-18°, 72 p.
- « étude économique sur la part qui revient au travail et au capital dans la répartition des richesses », in Almanach de « L’Ami du peuple » pour 1876, Liège, V. Mathaiwe, 1875, p. 16-19.
- Strekkingen des huidigen gemeen stands, Antwerpen, De Werker, 1875.
- L’économie sociale, contenant le cours d’économie sociale du Dr César De Paepe et des conférences de MM. Denis, De Greef, Janson, Robert, etc., Verviers, Piette, 1875-1876, in-4°, 300 p.
- Que faire? par Tchernychevsky, traduit du russe par Alexis Tveretinov et César De Paepe, Berlin, Stuhn, 1876, in-12°, 546 p.
- Untersuchungen über die Grundprinzipen der Sozialökonomie, Berlin, Milke, 1879, in-8°, 42 p.
- « Un mot sur la propriété foncière », in Almanach de l’ouvrier pour 1879, publié par la Chambre du travail, union des associations ouvrières de Bruxelles, Bruxelles, « La Voix de l’ouvrier », s. D., p. 16-19.
- Die soziale Wissenschaft nach Colins und De Potter, mit einer Skizze über beide Schriftsteller, Zürich, L. Richter, 1879, in-8°, 34 p.
- De l’excès de travail et de l’insuffisance de l’alimentation de la classe ouvrière, Bruxelles, Eug. Marcilly, 1880, in-8°, 16 p.
- Le Libre arbitre devant la science expérimentale, discours prononcé au congrès de la Libre pensée en 1880, Bruxelles, D. Brismée, s. d., in-12°, 20 p.
- Ueber den Fortgang der socialistischen und Arbeiter bewegung in Niederlande, Zurich, L. Richter, 1880, in-8°, 58 p.
- Manifeste et programme électoral du docteur César De Paepe, Bruxelles, De wit, 1884, in-16°, 32 p.
- Le Suffrage universel et la capacité politique de la classe ouvrière— Appel aux travailleurs belges à l’occasion de la manifestation du 10 août 1890, Gand, Foucaert, 1890, in-8°, 16 p.
- O unarodowienu Ziemi— O wlasnosci Zbiorowjcj — Organizacija obsceestvennykh… (perevod I. Kercipera pod. red. N. A. Rozkova), Moskva, Knigoizdatelstvo E. P. Mjagkova « Kolokol », no 67, 1906, 69 p.
- Over de ziekten den schoenmaker eigen, en de oorzaken van zijnen vroegtijdigen dood, opgedragen aan het Schoenmakerscongres gehouden te Antwerpen, den 1en en 2n November 1873 door Dokier Cesar De Paepe, Gent, Volksdrukkerij, 1911 ; in 8°, 30 p.
- Objet de la science économique (extrait inédit d’un cours d’économie sociale), Gand, Volksdrukkerij, 1911, in-8°, 31 p.
- Vie d’un propriétaire socialiste à travers le XIXe  siècle, Gand Volksdrukkerij, 1911, in-8°, 54 p.
- La Propriété des mines, Bruxelles, Germinal, s. d., in-8°, 35 p.
- Quelques pages de Multatuli, traduit par César De Paepe, Gand, Volksdrukkerij, 1911, in-8°, 54 p.
- Etudes économiques et sociologiques, Gand, Volksdrukkerij, 1912, in-8°, 66 p.
- L’Hygiène des habitations — De l’excès de travail et de l’insuffisance d’alimentation dans la classe ouvrière, Gand, Volksdrukkerij, 1913, in-8°, 66 p.
- Tchernychevsky, Gand, Volksdrukkerij,  1914, in-8°, 57p.
- César De Paepe en Ardennes,—extraits du discours qu’il prononça à Patignies (Namur) en 1864, Liège, Coopérative Typo-Litho, s. d., in-12°, 16 p.

- Organizacija obsceestvennykh… (perevod I. Kercipera pod. red. N. A. Rozkova), Moskva, Knigoizdatelstvo E. P. Mjagkova « Kolokol », no 67, 1906, 69 p.
- Over de ziekten den schoenmaker eigen, en de oorzaken van zijnen vroegtijdigen dood, opgedragen aan het Schoenmakerscongres gehouden te Antwerpen, den 1en en 2n November 1873 door Dokier Cesar De Paepe, Gent, Volksdrukkerij, 1911 ; in 8°, 30 p.
- Objet de la science économique (extrait inédit d’un cours d’économie sociale), Gand, Volksdrukkerij, 1911, in-8°, 31 p.
- Vie d’un propriétaire socialiste à travers le XIXe  siècle, Gand Volksdrukkerij, 1911, in-8°, 54 p.
- La Propriété des mines, Bruxelles, Germinal, s. d., in-8°, 35 p.
- Quelques pages de Multatuli, traduit par César De Paepe, Gand, Volksdrukkerij, 1911, in-8°, 54 p.
- Etudes économiques et sociologiques, Gand, Volksdrukkerij, 1912, in-8°, 66 p.
- L’Hygiène des habitations — De l’excès de travail et de l’insuffisance d’alimentation dans la classe ouvrière, Gand, Volksdrukkerij, 1913, in-8°, 66 p.
- Tchernychevsky, Gand, Volksdrukkerij,  1914, in-8°, 57p.

- « Un mot sur la propriété foncière », in Almanach de l’ouvrier pour 1879, publié par la Chambre du travail, union des associations ouvrières de Bruxelles, Bruxelles, « La Voix de l’ouvrier », s. D., p. 16-19.
- Die soziale Wissenschaft nach Colins und De Potter, mit einer Skizze über beide Schriftsteller, Zürich, L. Richter, 1879, in-8°, 34 p.
- De l’excès de travail et de l’insuffisance de l’alimentation de la classe ouvrière, Bruxelles, Eug. Marcilly, 1880, in-8°, 16 p.
- Le Libre arbitre devant la science expérimentale, discours prononcé au congrès de la Libre pensée en 1880, Bruxelles, D. Brismée, s. d., in-12°, 20 p.
- Ueber den Fortgang der socialistischen und Arbeiter bewegung in Niederlande, Zurich, L. Richter, 1880, in-8°, 58 p.
- Manifeste et programme électoral du docteur César De Paepe, Bruxelles, De wit, 1884, in-16°, 32 p.
- Le Suffrage universel et la capacité politique de la classe ouvrière— Appel aux travailleurs belges à l’occasion de la manifestation du 10 août 1890, Gand, Foucaert, 1890, in-8°, 16 p.
- O unarodowienu Ziemi— O wlasnosci Zbiorowjcj —
- Organizacija obsceestvennykh… (perevod I. Kercipera pod. red. N. A. Rozkova), Moskva, Knigoizdatelstvo E. P. Mjagkova « Kolokol », no 67, 1906, 69 p.
- Over de ziekten den schoenmaker eigen, en de oorzaken van zijnen vroegtijdigen dood, opgedragen aan het Schoenmakerscongres gehouden te Antwerpen, den 1en en 2n November 1873 door Dokier Cesar De Paepe, Gent, Volksdrukkerij, 1911 ; in 8°, 30 p.
- Objet de la science économique (extrait inédit d’un cours d’économie sociale), Gand, Volksdrukkerij, 1911, in-8°, 31 p.
- Vie d’un propriétaire socialiste à travers le XIXe  siècle, Gand Volksdrukkerij, 1911, in-8°, 54 p.
- La Propriété des mines, Bruxelles, Germinal, s. d., in-8°, 35 p.
- Quelques pages de Multatuli, traduit par César De Paepe, Gand, Volksdrukkerij, 1911, in-8°, 54 p.
- Etudes économiques et sociologiques, Gand, Volksdrukkerij, 1912, in-8°, 66 p.
- L’Hygiène des habitations — De l’excès de travail et de l’insuffisance d’alimentation dans la classe ouvrière, Gand, Volksdrukkerij, 1913, in-8°, 66 p.
- Tchernychevsky, Gand, Volksdrukkerij, 1914, in-8°, 57p.

## Annexe